# Talara ditis
Talara ditis är en fjärilsart som beskrevs av Butler 1878. Talara ditis ingår i släktet Talara och familjen björnspinnare. Inga underarter finns listade i Catalogue of Life.